# آنسلمو فرناندز
 آنسلمو فرناندز (انگلیسی: Anselmo Fernandez؛ ۲۱ اوت ۱۹۱۸ – ۱۹ ژانویهٔ ۲۰۰۰) یک مربی فوتبال اهل پرتغال بود.